# Marina Hermes
Marina Hermes (* 13. Januar 1991) ist eine ehemalige deutsche Fußballspielerin, die für den FSV Gütersloh 2009 spielte. Jetzt spielt sie für den SC Borchen.

## Karriere
Die Mittelfeldspielerin bestritt am 11. November 2007 im Alter von 16 Jahren ihre erste Zweitligapartie für den damals noch als FC Gütersloh 2000 fungierenden FSV Gütersloh. Seit 2009 ist sie Stammspielerin bei den Gütersloherinnen und verpasste bis zum Ende der Spielzeit 2013/14 lediglich zwei Spiele. Im Sommer 2012 stieg ihr mit der Mannschaft als Zweitplatzierter der 2. Bundesliga Nord hinter Meister 1. FFC Turbine Potsdam II, der jedoch nicht aufstiegsberechtigt war, in die Bundesliga auf. Dort debütierte sie am 9. September 2012 beim 4:0-Heimerfolg gegen den VfL Sindelfingen und stand auch in den verbleibenden 21 Saisonspielen auf dem Platz. Gütersloh stieg jedoch als Tabellenletzter wieder in die 2. Bundesliga Nord ab.
Sie blieb dem FSV Gütersloh treu und beendete dort 2022 ihre aktive Karriere.

## Sonstiges
Hermes arbeitet hauptberuflich als Polizeibeamtin im Kreis Gütersloh.

## Erfolge
- Aufstieg in die Bundesliga 2011/12 (mit dem FSV Gütersloh 2009)
- Europameisterin 2016 mit der Polizistinnen-Fußball-Nationalmannschaft in Prag[3]
- Kreispokalsiegerin 2024 SC Borchen
- Landesligameisterin 2024/25 SC Borchen
- Kreispokalsiegerin 2025 SC Borchen
- Aufstieg in die Westfalenliga 2025 mit SC Borchen